# Деревій язиколистий
Деревій язиколистий, чихавка язиколиста (Achillea lingulata) — вид рослин із родини айстрових (Asteraceae).

## Біоморфологічна характеристика
Багаторічна рослина. Кореневище повзуче, буре, розгалужене, коротке. Стебла прямовисні, прості, 15–50 см заввишки, густо вкриті листками, від дрібно волосинчастих до безволосих. Листки 2–7 см завдовжки, язикоподібні, з тупою, іноді виїмчастою верхівкою, на краях слабо пилясті зазубрені, війчасті. Суцвіття — щільний щиток, складається з 10–25 кошиків. Обгортки діаметром 6–7 мм утворені загостреними, темно облямованими, рясно-волосистими листками. Язичкових квіток 6–9. Язички білі, еліптичні, завдовжки 4 мм. Сім'янки сплющені, 2.5–2.8 × 0.9–1.1 мм; поверхня поздовжньо смугаста, слабо блискуча, жовтувато-коричнева. Цвіте у липні–серпні, плодоносить у серпні–вересні. Здатний до вегетативного розмноження, але переважає насіннєве поновлення.

## Середовище проживання
Вид зростає у Європі від Балканського п-ва до України (Боснія та Герцеговина, Сербія та Косово, Чорногорія, Македонія, Албанія, Румунія, Болгарія, Греція, Україна).
В Україні вид росте на високогірних луках, кам'янистих місцях — у Карпатах, рідко (хребти Чорногора, Свидовець).
Охороняється у Свидовецькому, Чорногірському і Мармароському масивах Карпатського БЗ, а також у заповідній зоні Карпатського НПП. У ЧКУ має статус «рідкісний».